# 強烈熱帶風暴天鵝 (2003年)
強烈熱帶風暴天鵝 (Koni) 是2003年太平洋台风季中的其中一個热带气旋。

## 氣象歷史
7月16日在馬尼拉東南偏東約1000公里發展成一個熱帶低氣壓。它向西北偏西移動，於7月17日在菲律賓東薩馬省Guiuan, Eastern Samar登陸。天鵝在7月18日進入南海後增強為一個熱帶風暴。它於7月19日轉向西北，翌日進一步增強為一個強烈熱帶風暴。它於7月21日向西北偏西推進，並於當晚在海南省陵水黎族自治縣光坡鎮登陸。天鵝於7月22日進入北部灣，晚上在越南南定省海後縣登陸後減弱為一個熱帶風暴。天鵝於7月23日清晨在內陸進一步減弱為一個熱帶低氣壓。 在菲律賓，天鵝共引致兩人死亡及兩人失蹤。7月18日下午一班由馬來西亞哥達基納巴盧抵港的航機在距離天鵝西北偏西約300公里處遇上強烈湍流，15人受傷。7月23日在河內以西約100公里消散。天鵝在越南北部引致三人死亡及18人受傷。超過1000間房屋和數千公頃的農作物被狂風暴雨破壞。

## 影響
香港
- 當地發出之最高熱帶氣旋警告信號： 一號戒備信號

 澳門
- 當地發出之最高熱帶氣旋警告信號：紀念孫中山市政公園
－污水處理廠
31大炮台山
－外港碼頭
－海事博物館
－友誼大橋
北峰
42友誼大橋
南峰
52嘉樂庇
總督大橋
42西灣大橋
－大潭山
33九澳
－路環分站
－澳門大學
－ 澳門氣象局氣象站錄得最高每小時平均風速，單位為公里每小時（km/h）。圖例：
代表沒有數據
代表錄得清勁以下風力
代表錄得清勁至強勁風力
備註：熱帶氣旋年報並無區分友誼大橋為北峰或南峰，故風速相同。 一號風球